# Adolf Eduard Marschner
Adolf Eduard Marschner, född 5 mars 1819 i Grünberg i Schlesien, död 9 september 1853 i Leipzig, var en tysk tonsättare.
Marschner var släkt med den mer kände tonsättaren Heinrich Marschner. Redan som 10-åring fick han musiklektioner och 1831 skrevs han in vid Universität Leipzig. Senare blev han där docent i musik.
Inom vokalmusikområdet har han komponerat ett 30-tal sånger med pianoackompanjemang och ett mindre antal sånger för manskör. Mest bekant i det tyska språkområdet är den fosterländska Und hörst du das mächtige Klingen. Bland svenska manskörer är Das Königslied och Gute Nacht ofta sjungna. 
Tillsammans med Ludwig Richter gav Marschner ca 1844-47 ut två sångböcker, Alte und neue Studenten-Lieder (Gamla och nya studentsånger), samt Alte und neue Volks-Lieder (Gamla och nya folksånger).